# Pierre-Ernest Ier de Mansfeld
Pierre-Ernest Ier, comte de Mansfeld-Vorderort (en allemand, Peter Ernst I von Mansfeld-Vorderort) (Heldrungen en électorat de Saxe, 20 juillet 1517 - Luxembourg, 25 mai 1604) est un chef militaire, gouverneur du Luxembourg pendant près de soixante ans et plus brièvement gouverneur des Pays-Bas espagnols. On lui doit la construction d'un des plus beaux châteaux renaissance d'Europe, à Clausen.

## Biographie

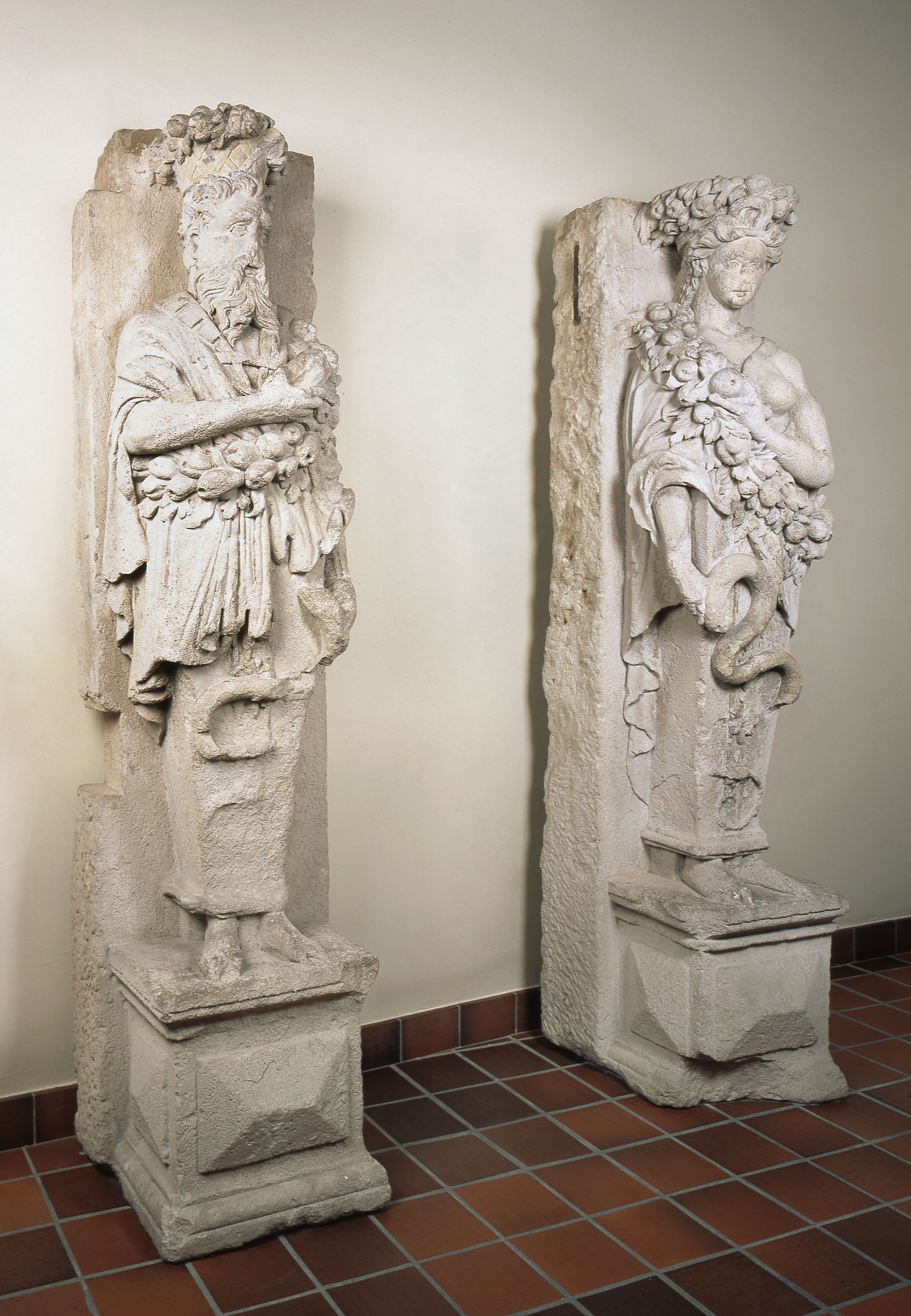
Termes d'Hugues Sambin pour le palais Mansfeld (MNHA)

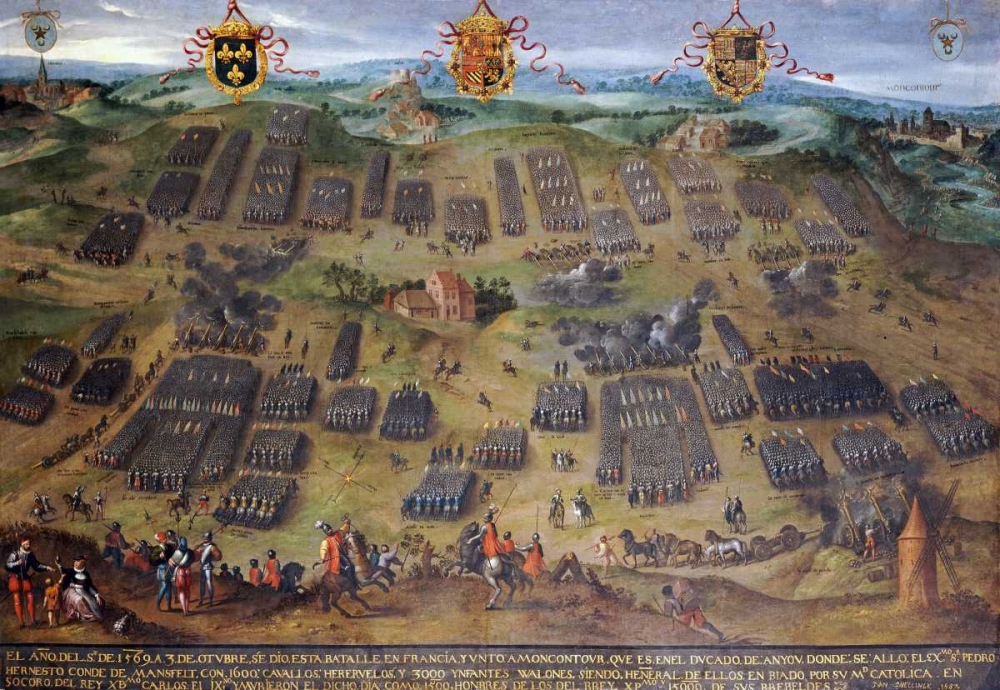
Bataille de Moncontour, par Jan Snellinck

Après avoir participé en 1535 à l'expédition de Tunis avec Charles-Quint, il est nommé en 1545 gouverneur des provinces du Luxembourg et de Namur, et en 1546 membre de l'Ordre de la Toison d'Or. Il se fera construire à partir de 1563 un imposant château renaissance, dit château La Fontaine ou palais Mansfeld, à Clausen dans la banlieue de Luxembourg-ville, en faisant appel à des artistes réputés, tels qu'Hugues Sambin, et y installera de somptueuses collections, dont il fera don par la suite au roi d'Espagne.
Après la capitulation d'Yvois en 1552, il est fait prisonnier par Henri II et enfermé à Vincennes. Comme il est tombé en disgrâce auprès de Charles-Quint, ce dernier refuse de payer sa rançon. Il est vrai qu'il est un proche parent des La Marck, que Charles-Quint poursuit de sa haine. Durant sa captivité, il s'initie à l'art de la reliure et fait travailler les meilleurs relieurs parisiens. Il s'intéresse aussi de près à l'architecture et en particulier aux travaux de Jacques Ier Androuet du Cerceau,.
Réhabilité par Philippe II, il participe à la bataille de Saint-Quentin (1557) et est nommé maître de camp général des troupes allemandes. Après les traités de Cateau-Cambrésis, l'ennemi n'est plus français mais luthérien et Mansfeld va lutter pour préserver l'intégrité des Pays-Bas espagnols. Leur gouvernement est confié en 1559 à Marguerite de Parme, demi-sœur de Philippe II, que Mansfeld servira avec attachement. Elle est assistée par le cardinal de Granvelle, frère d'un beau-frère de Mansfeld. En 1566, ce dernier est nommé capitaine de Bruxelles et principal conseiller de Marguerite de Parme en remplacement de Granvelle. Mais l'année suivante, le duc d'Albe arrive avec une forte armée espagnole et remplace Marguerite de Parme comme gouverneur. C'est le début d'une féroce répression. Les comtes d'Egmont et de Hornes sont condamnés à mort et Mansfeld ne réussit pas à sauver la tête de son beau-frère de Hornes, un Montmorency.
En 1569, a lieu un événement qui concrétise les renversements d'alliances : pour lutter contre les protestants, Charles IX appelle à l'aide les souverains catholiques et le duc d'Albe lui envoie des troupes de reîtres allemands et de fantassins wallons commandées par Mansfeld. Leur engagement est décisif pour emporter la victoire à la bataille de Moncontour près de Poitiers. Mais Mansfeld est grièvement blessé et devra la vie au chirurgien Ambroise Paré, qui réussit à le sauver. Le duc d'Albe et Catherine de Médicis louent auprès de Philippe II le rôle de Mansfeld. Et Charles IX le qualifie de protecteur de sa couronne.
Il prend part ensuite à la guerre de Quatre-Vingts Ans contre les Hollandais qui veulent depuis 1568 secouer le joug espagnol. En 1573, le duc d'Albe, qui l'avait tenu à l'écart des décisions politiques, rentre en Espagne et est remplacé par Luis de Requesens, qui l'appelle à siéger au Conseil d'État à Bruxelles. Requesens meurt au début de 1576 et peu après, Mansfeld est nommé gouverneur de Bruxelles, puis, sur proposition du roi le 15 juillet, maréchal de ses armées. À la fin de l'année, le nouveau gouverneur des Pays-Bas espagnols arrive, il s'agit de Don Juan d'Autriche, demi-frère de Philippe II. Il trouve une situation plus que chaotique puisqu'à la fracture religieuse s'ajoute le soulèvement des états généraux contre les exactions des troupes espagnoles, qui pillent les villes parce qu'elles ne sont plus payées. Pour les amadouer, Don Juan propose le renvoi des Italo-espagnols, qu'il charge Mansfeld de convoyer. Mais il meurt prématurément en 1578 après avoir désigné Alexandre Farnèse pour lui succéder. Mansfeld connaît bien ce dernier : c'est le fils de sa chère Marguerite de Parme et il avait été chargé en 1565 d'aller chercher à Lisbonne sa fiancée, Marie de Portugal.
Mais la santé de Pierre-Ernest s'est dégradée, avec l'âge et les nombreuses blessures reçues. Il ne peut plus être de tous les combats et se contente dorénavant de participer au siège des villes rebelles, fort de l'expérience qu'il a acquise dans le domaine des fortifications, au Luxembourg et ailleurs. En 1579, c'est le siège de Maastricht, puis Tournai en 1581, Eindhoven (en) en 1583, Anvers en 1584-1585, puis Bonn (de) et Wachtendonk en 1588. Mansfeld arrête là sa carrière militaire.
À deux reprises, il est gouverneur par intérim des Pays-Bas espagnols : en 1588, quand Philippe II charge Farnèse de mener les opérations contre l'Angleterre (l'invincible armada) et en 1590, quand il envoie le même Farnèse combattre en France. Il redevient gouverneur à la mort de Farnèse en décembre 1592 et le restera jusqu'à l'arrivée de l'archiduc Ernest d'Autriche en 1594, en contrant notamment les campagnes luxembourgeoises menées par les Provinces-Unies. En reconnaissance de sa loyauté à la cause catholique, il est élevé à la dignité de prince d'empire par Rodolphe II le 4 mars 1594. Trois ans plus tard, à l'âge de 80 ans, il se retire des affaires publiques.
Ses derniers instants, le 22 mai 1604, témoignent de son caractère : il meurt vêtu de ses plus riches habits, ayant l'épée au côté et soutenu par-dessous les bras par deux de ses domestiques, qui par commandement exprès lui ont rendu ce dernier office, n'ayant pas voulu mourir en son lit.

## Famille

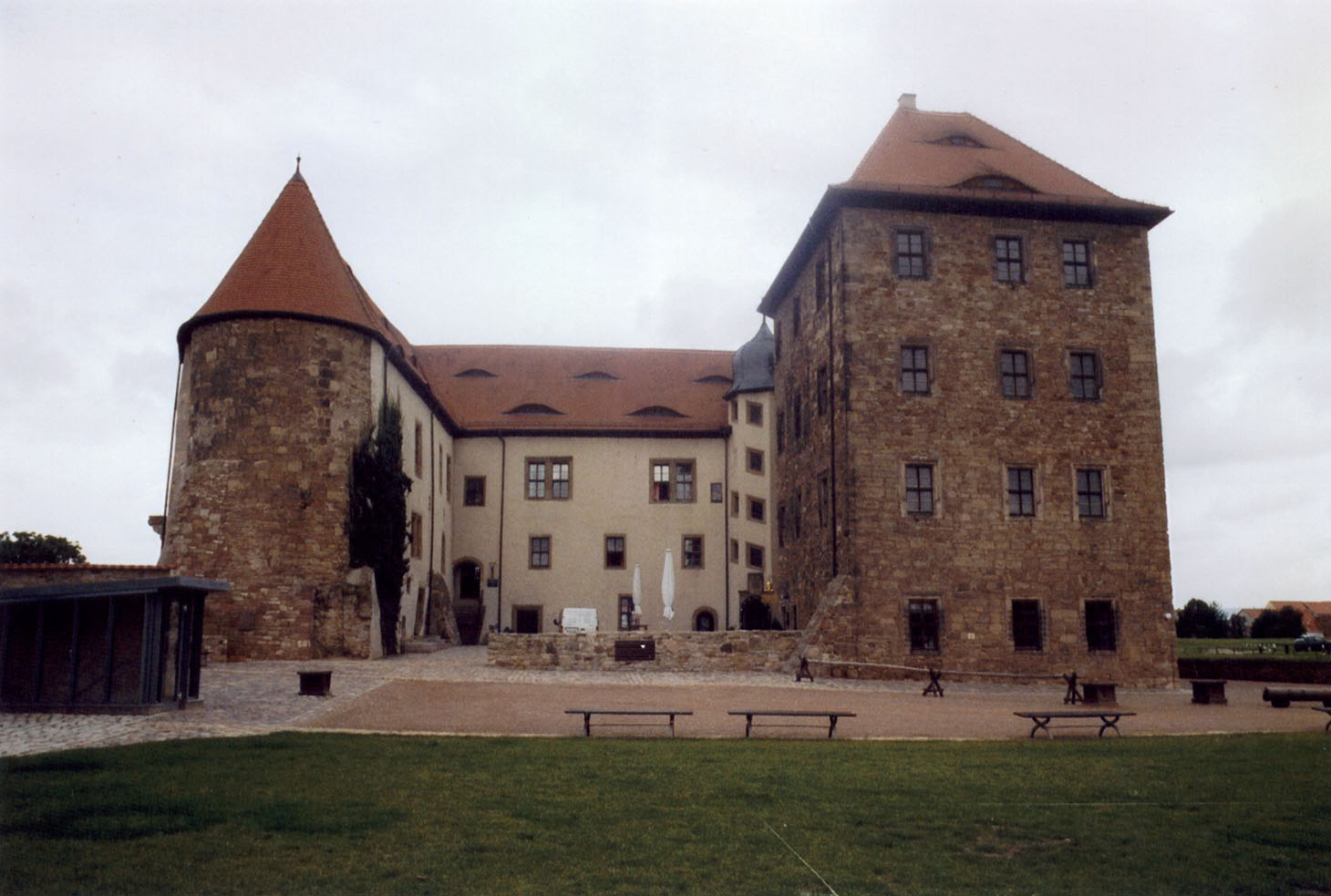
Château d'Heldrungen

Il appartient à une famille de vieille noblesse saxonne, dont le château à Heldrungen subsiste. Cette branche des Mansfeld tire sa fortune de mines d'argent et de cuivre situées sur ses territoires. Mais quand les six cohéritiers décideront de vendre ces mines vers 1560, ils verront se manifester une cohorte de créanciers qui rendront les partages pour le moins difficiles.
Pierre-Ernest s'est marié une première fois en 1542 avec Marguerite de Brederode, fille de Renaud III de Brederode et de Philippa de La Marck. Les Brederode sont une puissante famille de la région d'Utrecht. Pieter Martens dit qu'elle lui a apporté une grande fortune en dot. Parmi leurs enfants, Charles, qui fait une brillante carrière militaire mais meurt de ses blessures en 1595, et Polyxène, qui épouse Palamède de Chalon contre la volonté de son père, car s'il appartient à une lignée illustre, celle des princes d'Orange, Palamède est un enfant naturel de René de Chalon, ce qui déplait à Mansfeld. Ce dernier n'acceptera qu'à contrecœur de voir leurs enfants hériter de lui.
Après avoir appris le décès de sa femme pendant sa captivité à Vincennes, Pierre-Ernest s'est remarié en 1562 avec Marie de Montmorency, appartenant à la branche de Nivelles de cette grande famille française. Ils ont eu Dorothée, mariée à un officier espagnol, Francisco Verdugo, et Octavien, mort au combat en 1591.
Parmi ses nombreux enfants illégitimes, on peut retenir Ernst von Mansfeld (1580-1629), qui a participé activement à la guerre de Trente Ans, et Charles II, prêtre, confesseur de l'archiduchesse Isabelle et aumônier général des troupes.
Le nom de Mansfeld serait éteint si les princes Colloredo (de) qui en descendent par un mariage de 1771 n'avaient décidé de le relever. Joseph Colloredo-Mansfeld, qui vivait en France, a participé à plusieurs publications relatives à Pierre-Ernest dans les années 1930.

## Mansfeld constructeur

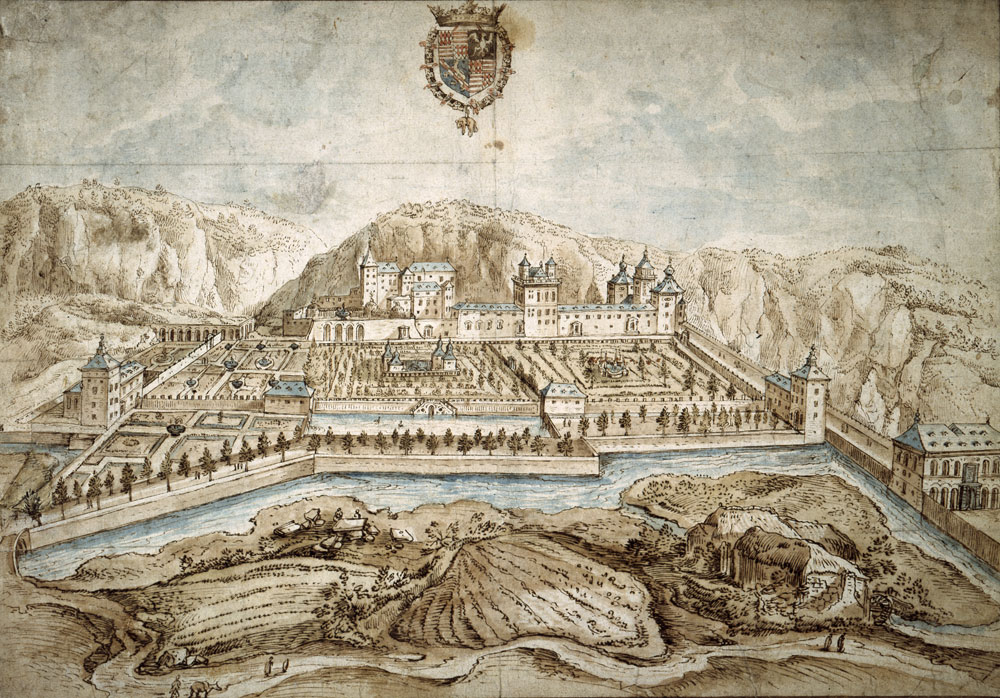
Le château La Fontaine à Clausen

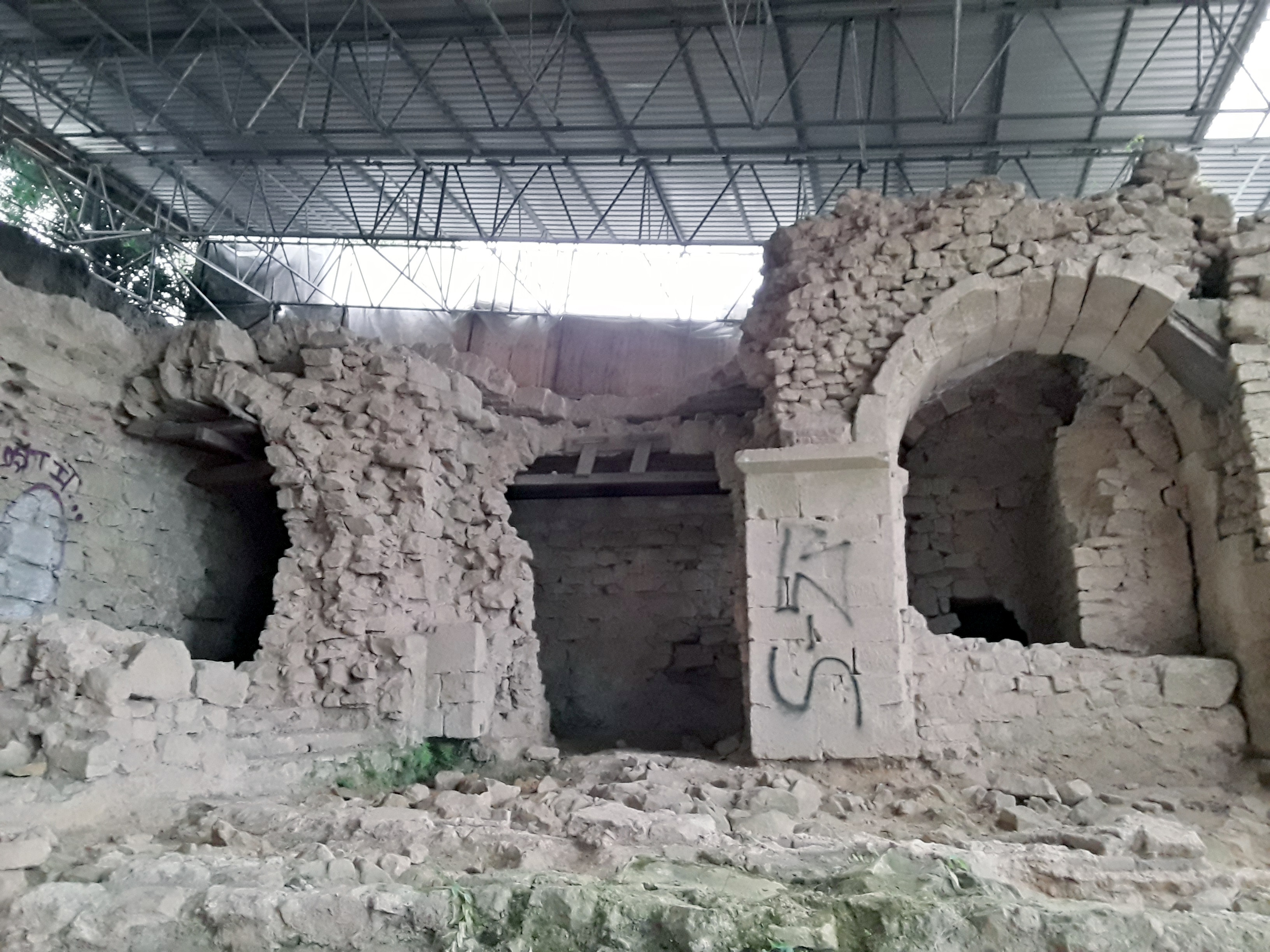
Fouilles des cryptoportiques

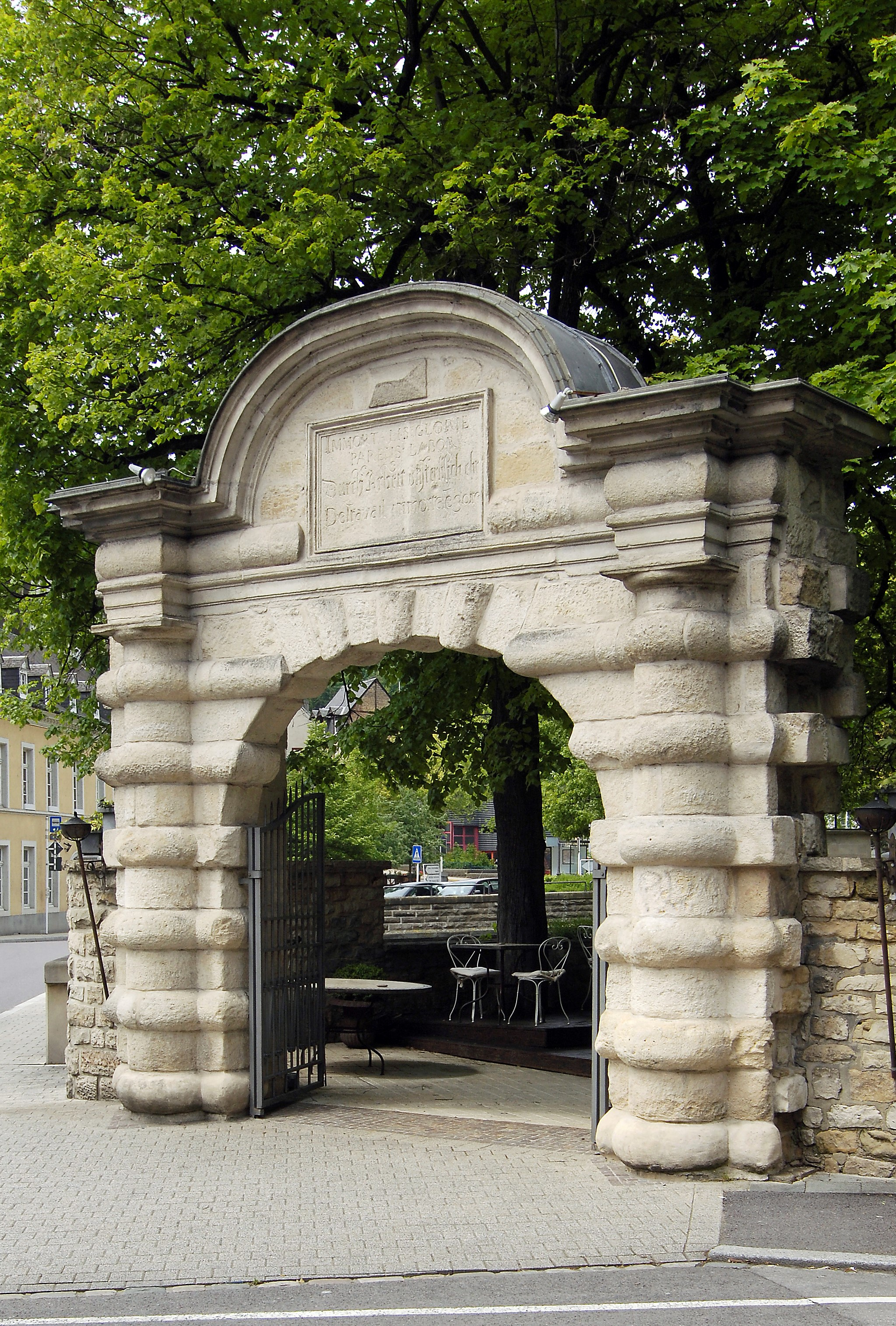
Portail des jardins Mansfeld

À partir de 1563, Mansfeld entreprend son grand œuvre architectural, le château La Fontaine (en) à Clausen, qui n'est alors qu'un faubourg de Luxembourg-ville, depuis, englobé dans la capitale. Le terrain choisi est très en contrebas des bastions qui forment la ville, niché dans une boucle de l'Alzette, qui lui sera utile pour alimenter étangs et canaux. Les nombreuses sources présentes sur le terrain fourniront, elles, l'eau des fontaines et de la maison des bains.
Pendant sa captivité à Vincennes, il a eu tout loisir de méditer son projet et d'étudier les travaux comparables menés par les architectes du temps. Il est significatif que l'on ait retrouvé des portefeuilles de dessins d'Androuet du Cerceau dans ses collections. Et ce n'est pas un hasard si par son ampleur, son style renaissance et l'accumulation d'œuvres d'art, La Fontaine se compare principalement au château d'Anet, terminé dix ans auparavant : le cousin germain de Pierre-Ernest, Robert IV de La Marck, avait en effet épousé au palais du Louvre en 1538 Françoise de Brézé, fille de Diane de Poitiers.
Bien qu'il se soit aperçu rapidement qu'il ne pouvait pas compter sur le produit de son héritage saxon, Mansfeld commence les travaux un an après son remariage, sur des terrains achetés à l'abbaye de Neumünster. Ces travaux n'étaient pas complètement terminés à sa mort. On ne sait toujours pas à quels architectes il s'est adressé, mais le style rhénan des toitures semble exclure le recours à un architecte français. Hugues Sambin a bien travaillé chez lui dans les années 1570 mais c'était comme sculpteur et menuisier et non comme architecte. Pour son art de la perspective, le nom d'Hans Vredeman de Vries est quelquefois prononcé, mais sans preuves ; on sait juste que les deux hommes se connaissaient. Krista De Jonge pense que Mansfeld a pu être influencé par les réalisations de Jacques Du Brœucq pour Marie de Hongrie, et avance le nom d'un des ingénieurs militaires de Mansfeld, Jacques van Noyen, comme son maître d'œuvre.

Comme le terrain est très encaissé, il a fallu implanter le bâtiment principal au plus près des falaises, pour dégager devant sa façade un large espace aux perspectives très géométriques, structuré par une multitude de fabriques imbriquées au sein du jardin renaissance. Ce dernier est ceint de larges murs et de canaux. L'ensemble a été décrit par Jean-Guillaume Wiltheim au début du XVIIe siècle. Marc Schoellen y voit l'influence de la villa d'Este à Tivoli. On y trouve une profusion de fontaines, toutes ornées de sculptures, les plus remarquables semblant être celle de Neptune et celle de Vénus, des vergers et potagers, un labyrinthe, des tours et colonnades, des cryptoportiques, des galeries-promenoirs, des grottes, une volière, des pergolas, ainsi qu'une étonnante maison des bains, peut-être construite sur le modèle des bains romains, où l'eau chaude est distribuée dans les pièces de bains, mais où l'on peut vivre en autonomie, puisqu'elle dispose de chambres et de cuisines. Le jardin est planté de nombre d'essences étrangères : orangers, citronniers, grenadiers, oliviers... avec toujours à proximité des salles chauffées pour les rentrer l'hiver. Pour faire ressortir le côté enchanteur du parc, Mansfeld va même jusqu'à doter une des fontaines d'automates d'oiseaux chanteurs, mus par l'eau, encore une réminiscence de la villa d'Este. De la fontaine de Neptune, Wiltheim donne la description suivante : 

« L'endroit est pourvu au milieu d'un vaste bassin quadrangulaire. Au centre de ce bassin, se dresse un rocher, sur le rocher repose un volume cubique et une base carrée ornée de ses bas-reliefs. Sur la base est couché un dauphin que dominent Amphitrite et Neptune. Tout cela est fait d'une seule pierre énorme qui en plusieurs endroits fait jaillir des jets d'eau nombreux de la bouche d'animaux placés tout autour : grenouilles, limaces, serpents. Et tous ces jets d'eau se croisent mutuellement à la manière des arceaux d'une voûte. Tout autour court un carré de colonnettes avec leurs architraves à la manière d'un parapet. Derrière cette balustrade il y a une promenade dallée de marbre exactement de la même manière que la grotte et le cryptoportique. Finalement le tout est ceint d'un mur à douze arcades, trois arcades de chaque côté. »

Le châtelet d'entrée (à l'extrême-droite sur le dessin) mène par une longue allée au château. En façade sur la terrasse haute des jardins, on trouve la maison oblongue, avec au rez-de-chaussée le salon des arts, à l'étage la grande galerie (41 x 6), qui est à la fois galerie des batailles et galerie des illustres. Cette idée de galerie des illustres vient peut-être du château de Beauregard, une réalisation antérieure dessinée par Androuet du Cerceau et donc vue par Mansfeld. Comme par hasard, le portrait de ce dernier est dans la galerie de Beauregard ! La maison oblongue mène au grand logis, en forme de tour, de trois étages plus un toit-terrasse sur lequel est installé l'appartement de Mansfeld (une grande salle et deux tourelles), une idée fort moderne... A l'arrière-plan, on trouve encore le vieux logis, habitation précédente du maître des lieux.
Comme, en 1600, tous les fils légitimes de Mansfeld sont morts et qu'il ne voit pas ses descendants Chalon prendre en charge le château, il décide de le léguer au roi d'Espagne. Fatale erreur : après avoir arraché les statues qui l'ornaient pour les envoyer à Madrid, les représentants du roi ont réduit progressivement son entretien pour finir par s'en désintéresser. La population s'est ensuite servi des pierres pour d'autres constructions. Au moment où van der Meulen arrive avec les troupes françaises, le château semble avoir disparu mais la maison des bains est au centre du paysage. Au XVIIIe siècle, subsistait encore sa chapelle funéraire, que le nonce avait consacrée en grande pompe en 1595 ; elle avait juste été dépouillée en 1684 par Louis XIV des quatre pleurants en marbre du mausolée. La commune lui a porté le coup de grâce en 1806 en décidant la vente de ses matériaux, signal d'un nouveau pillage et d'une profanation du tombeau. Un observateur attentif, Cyprien Merjai, semble être le seul à s'être indigné. Des constructions Mansfeld, il reste néanmoins des maisons ainsi que deux portails.

## Mansfeld collectionneur

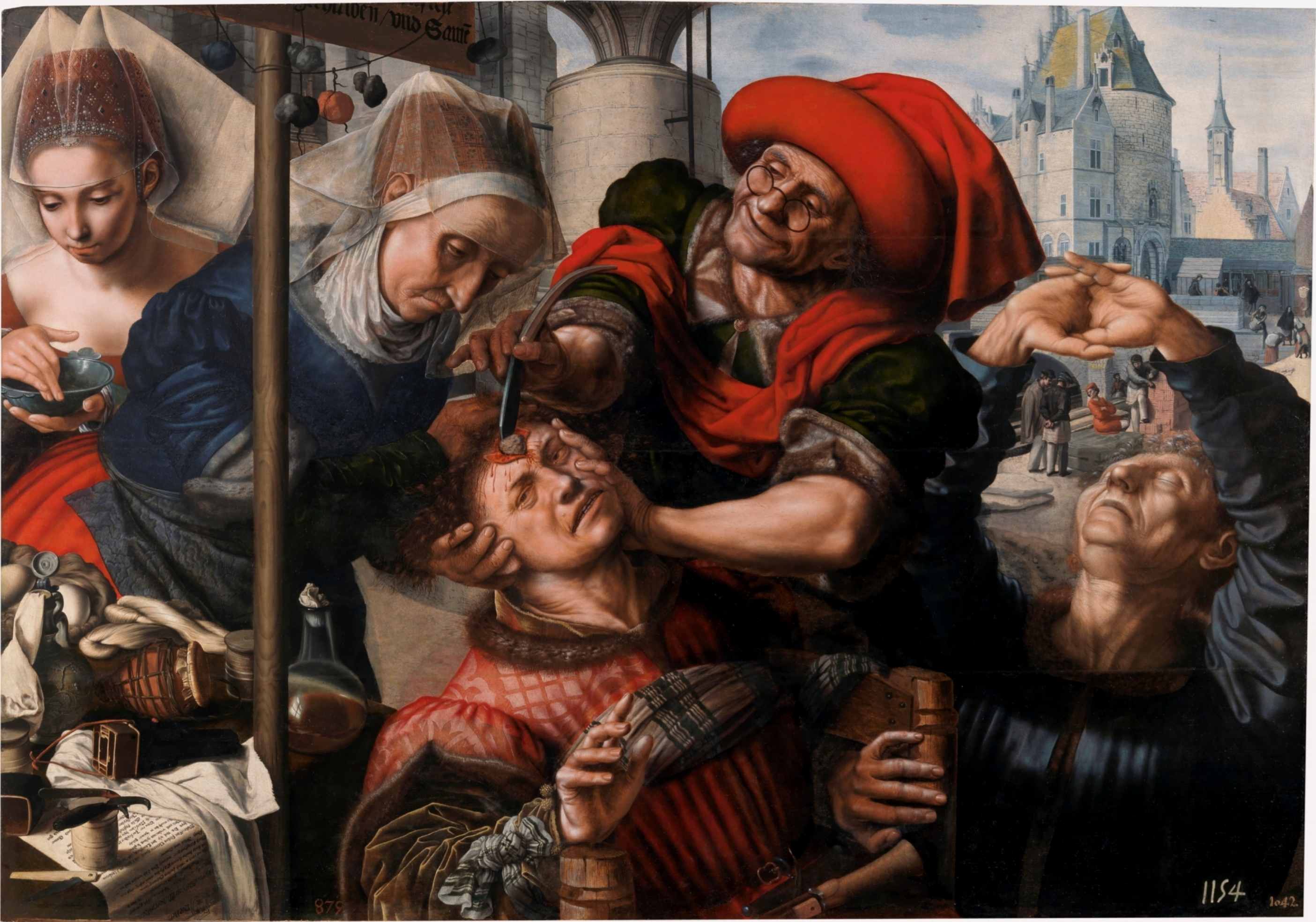
Van Hemessen, le Chirurgien, musée du Prado

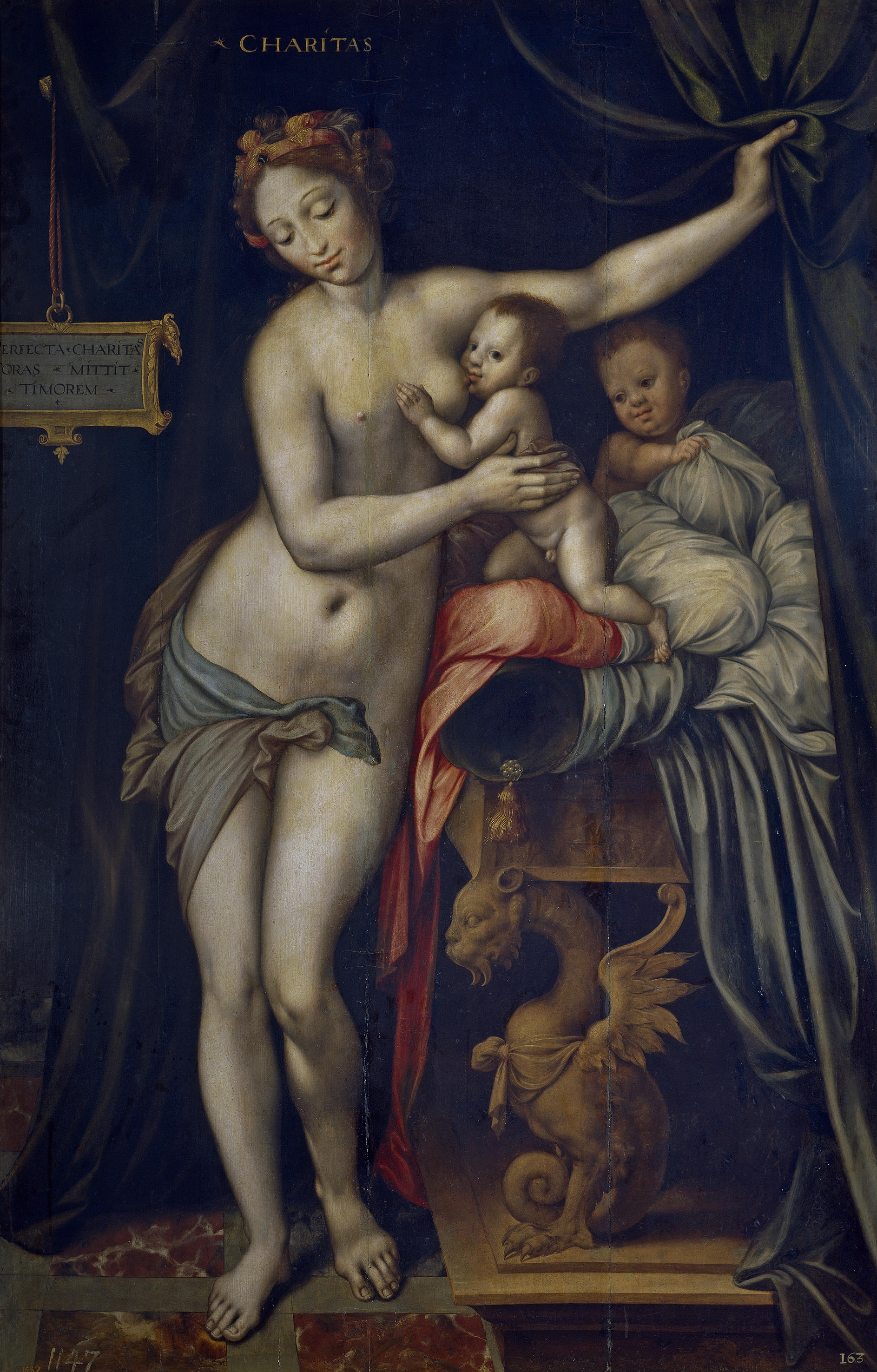
Vincent Sellaer, la Charité, musée du Prado

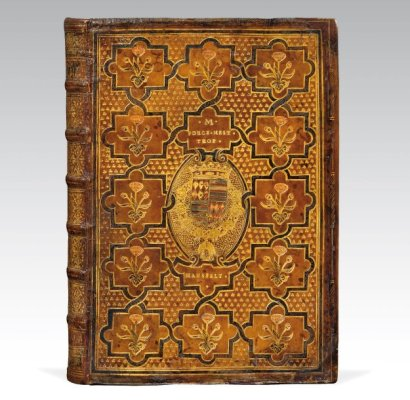
Reliure aux armes de Mansfeld (1555)

À sa mort, le roi d'Espagne (en l'occurrence Philippe III) a hérité des peintures et des sculptures, y compris celles qui en d'autres temps auraient été considérées comme immeubles par destination. Les meubles, tapisseries, bijoux et orfèvrerie sont allés à ses petits-enfants. Pour les deux groupes, on possède des inventaires, d'envoi en Espagne ou de vente par les héritiers. Dans la part du roi d'Espagne, on dénombre près de soixante sculptures, une cinquantaine d'antiquités et plus de trois cents peintures, dont de nombreux portraits et une trentaine de représentations de batailles. Quand, en août 1599, l'infante Isabelle, fraichement mariée à l'archiduc Albert, était venue à Clausen, elle avait été impressionnée par ce qu'elle avait découvert et l'avait écrit au roi son frère : « J'ai vu le manoir et les jardins du comte de Mansfeld, qui sont magnifiques ». Ceci explique pourquoi elle a décidé de superviser personnellement l'envoi de la collection à Madrid.
Dans cet envoi, on compte 86 portraits de personnages de l'époque, à mi-corps pour l'essentiel, plus rarement en pied, dont une majorité tapissait les murs de la grande galerie. Les portraits des deux épouses de Mansfeld, ceux de ses fils Charles et Octavien sont au Prado. Parmi les autres peintures, dont les auteurs ne sont jamais mentionnés, une Tentation de saint Antoine doit être le tableau de Jérôme Bosch. Mais, victime de son succès, il en circule tellement de répliques que le Prado à lui seul en détient une dizaine, donc impossible de savoir lequel vient de Mansfeld. Une Charité du Prado, attribuée à Vincent Sellaer, est par contre connue depuis longtemps comme venant de sa collection. De même pour le Chirurgien ou l'Extraction de la pierre de van Hemessen. Les scènes de bataille auraient pu aussi être bien identifiées, grâce aux armoiries et aux cartouches légendés, mais ont été perdues. Dans la collection Mansfeld, il y a eu malheureusement beaucoup de pertes en Espagne : la partie conservée à l'Alcázar a brûlé, celle du palais du Pardo a été dispersée par la suite entre diverses résidences.
La plupart des sculptures, en bronze, marbre ou pierre, ont été arrachées aux fontaines et aux façades du château. Bien que le successeur de Mansfeld ait estimé que le coût de leur transport excéderait plusieurs fois leur valeur, une cinquante d'entre elles a été envoyée en Espagne. Réparties dans les jardins et les patios des palais royaux, on perd ensuite leur trace, faute d'inventaires, sauf pour les bustes d'empereurs romains en bronze et marbre, dont deux étaient présents à l'exposition de 2007 au Luxembourg. Par contre, la collection d'antiques a été inventoriée avec soin par Wiltheim, qui était aussi archéologue et nous en a laissé des dessins. Il s'agit principalement de stèles votives, plaques inscrites et autres ornements provenant de la région (Arlon en particulier). Ils ornaient les fabriques du jardin et même le parc à gibier adjacent. Seuls dix d'entre eux seraient partis en Espagne. Ceux restés sur place ont été en partie récupérés par le MNHA Luxembourg.
Les tapisseries échappaient normalement à la convoitise de l'archiduchesse Isabelle, mais elle s'est débrouillée pour les racheter aux héritiers en 1607. Il ne lui avait pas échappé qu'elles étaient de qualité supérieure à celles de son palais du Coudenberg, à Bruxelles. Elles comprenaient trois séries :
- une tenture de treize pièces, l'Histoire de Paris et Hélène, et de la destruction de Troie,
- une tenture de huit pièces, l'Histoire de Vertumne et Pomone,
- huit pièces de verdures.

Ramenées donc à Bruxelles, elles ont beaucoup plus tard été léguées à Philippe IV et on perd ensuite leur trace.
Dernier ensemble remarquable, et le mieux conservé : les livres ornés de prestigieuses reliures. On sait que Mansfeld a commencé à les acheter lors de sa captivité à Vincennes, avec l'argent que lui prêtaient les La Marck. Captivité très douce en vérité : il avait été autorisé à garder près de lui un valet de chambre, un cuisinier, un fou, un lévrier et un perroquet ! Et les hauts personnages chargés de veiller sur lui étaient des bibliophiles avertis : le connétable de Montmorency et le cardinal de Lorraine,. Il a sans doute fait travailler des relieurs comme Gomar Estienne ou Claude Picques, spécialistes des motifs à entrelacs. Émile van der Vekene a décrit dix-neuf de ces livres (sur les vingt-deux connus) dans un ouvrage paru en 1978. La plupart sont ornés de ses armoiries et de la devise : M. FORCE. MEST. TROP.

## Sources
- Joseph Massarette, La Vie martiale et fastueuse de Pierre-Ernest de Mansfeld, 2 volumes, Paris, 1930
- Journal de captivité du comte Pierre-Ernest de Mansfeld, écrit au donjon de Vincennes, 1552-1554, Paris, Picard, 1933. La période 1555-1557 manque.
- Gustav Janssens, « Le Comte Pierre Ernest de Mansfeld : loyal serviteur de Charles V et de Philippe II et la guerre aux Pays-Bas », Hémecht - Zeitschrift für luxemburger Geschichte, no 4,‎ 2004 (ISSN 0018-0270)
- Mansfeldschlass, un château disparu ? (1604-2018), catalogue de l'exposition de 2019 aux Archives nationales du Luxembourg
- Jean-Claude Muller (sous la direction de), Palatium Mansfeldicum, 1, Luxembourg, Les amis de l'histoire, 2006
- Jean-Luc Mousset (sous la direction de), Un prince de la Renaissance, Pierre-Ernest de Mansfeld (1517-1604), Luxembourg, Musée national d’histoire et d’art, 2007, 611 p. (ISBN 978-2-87985-960-6) : tome I, le château et les collections : sources d'archives, tome II, essais et catalogue
- Émile van der Vekene, Les Reliures aux armoiries de Pierre Ernest de Mansfeld, éditions de l'imprimerie Saint-Paul, Luxembourg, 1978 (Émile van der Vekene fut un remarquable bibliothécaire du Grand-Duché)
- Notices d'autorité :   - VIAF
  - ISNI
  - BnF (données)
  - IdRef
  - LCCN
  - GND
  - Espagne
  - Belgique
  - Pays-Bas
  - Israël
  - NUKAT
  - Vatican
  - Tchéquie
  - WorldCat
- Ressources relatives aux beaux-arts :   - AGORHA
  - ECARTICO
- Notices dans des dictionnaires ou encyclopédies généralistes :   - Deutsche Biographie
  - Diccionario Biográfico Español
  - Sächsische Biografie